# Bundesanzeiger

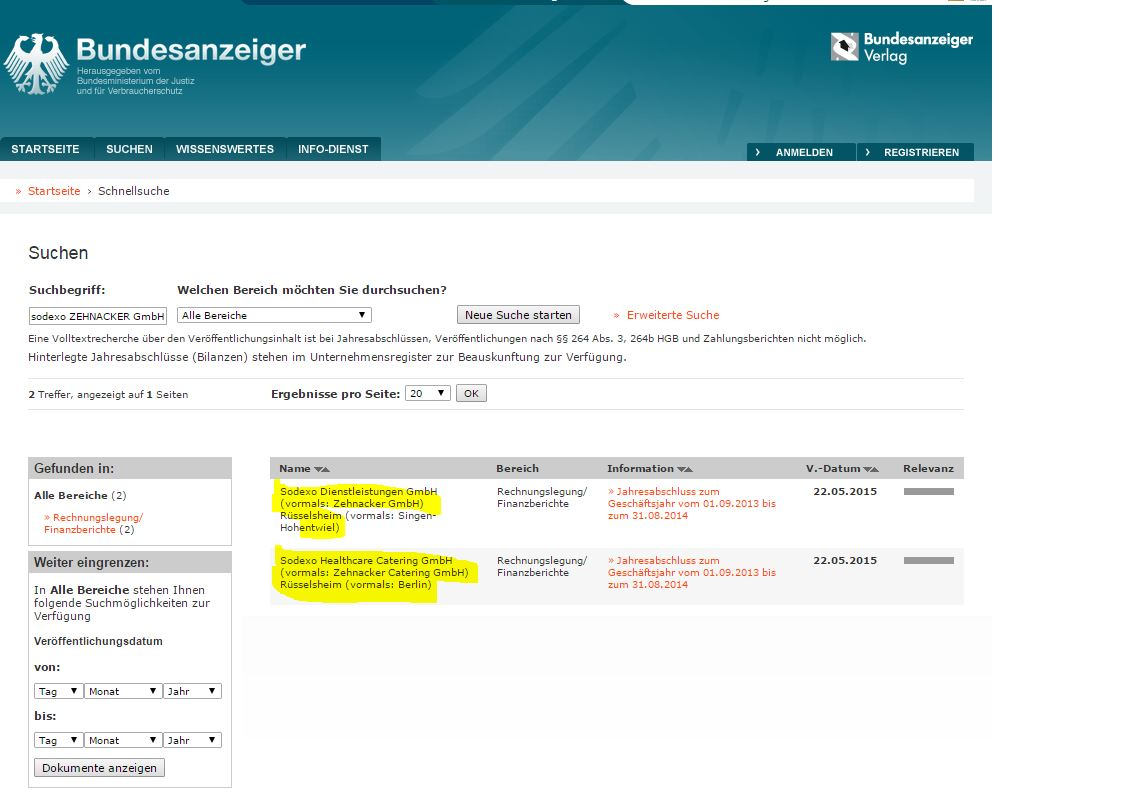

Le Bundesanzeiger (BAnz, jusqu'au 31 mars 2012 BAnz.), en français : Gazette fédérale, ou Bulletin fédéral, est une publication officielle des autorités fédérales allemandes.

## Parution
Il paraît en plus du Bundesgesetzblatt, l'autre organe de publication officiel, et est publié par le ministère fédéral de la Justice et son éditeur le Bundesanzeiger Verlag, qui a été partiellement privatisé en 1998 et entièrement privatisé en 2006. Le Verlag appartient aujourd'hui à 100% à M. DuMont Schauberg Media Group, basé à Cologne.
Jusqu'à l'introduction du Bundesanzeiger électronique (eBAnz), le bulletin était également la publication obligatoire des annonces judiciaires et autres, des inscriptions au registre du commerce ainsi que des publications obligatoires des comptes annuels et des avis de dépôt des entreprises.
Le Bundesanzeiger paraissait quatre fois par semaine avant avril 2012. Depuis lors, il est généralement publié cinq fois par semaine, même certains week-ends ou jours fériés.

## Forme électronique
Outre le Journal officiel fédéral (BAnz) imprimé, le Journal officiel fédéral électronique (eBAnz) existe depuis 2002 en tant que publication officielle indépendante et organe de publication sur Internet. Ces dernières années, les tâches de publication de l'édition papier ont été de plus en plus transférées à l'eBanz. Cependant, les déclarations et annonces officielles figuraient généralement toujours au Journal officiel fédéral et ne pouvaient être publiées que dans les cas réglementés par la loi dans le Journal officiel fédéral électronique. Les annonces judiciaires et autres n'étaient généralement publiées qu'au Journal officiel fédéral électronique.
Avec l'introduction de l'accès électronique gratuit à la partie officielle du Bundesanzeiger le 1er avril 2012, la division précédente est abandonnée. Depuis lors, l'organe révisé de proclamation et de publication est publié sous le seul titre de Bundesanzeiger. Le volume de l'ancien bulletin électronique a été transféré dans le nouveau bulletin. Une édition imprimée de la nouvelle version est réservée à des cas exceptionnels, cependant, des impressions de publications individuelles peuvent être obtenues auprès de l'opérateur moyennant des frais.

## Contenu
L'édition originale imprimée était divisée avant le 1er avril 2012 en trois parties.
- La partie officielle :
  - Règlements dont la durée de validité est limitée par la loi, en cas de danger imminent et si leur entrée en vigueur immédiate était requise pour la mise en œuvre d'actes juridiques de l'Union européenne,
  - Règlements administratifs si leur publication dans les journaux officiels des ministères fédéraux était jugée insuffisante,
  - les justifications des projets gouvernementaux si leur publication était souhaitée,
  - Contrats entre le gouvernement fédéral et les Länder ou entre les Länder eux-mêmes, pour lesquels aucune décision des organes législatifs n'était prévue,
  - Distinctions de l'Ordre du Mérite de la République fédérale d'Allemagne ,
  - Les annonces des autorités fédérales telles que  les appels d'offres et, dans la mesure requise par les lois et ordonnances fédérales, les autorités de l'État.
- La partie non officielle était consacrée aux organes législatifs du Bundestag allemand et du Bundesrat et donnait un aperçu de l'état de la législation fédérale.
- La troisième partie comprenait des annonces judiciaires entre autres. Cela comprenait les citations, les affaires pénales, les saisies, les commandes immobilières, ainsi que les annonces et changements dans les sociétés, les coopératives et les sociétés en nom collectif.

Depuis la fusion d'avril 2012, le contenu est divisé en sept parties.
- partie officielle,
- partie non officielle,
- partie judiciaire,
- annonces d'entreprises,
- rapports comptables, financiers,
- marché des capitaux
- Annonces diverses.

## Histoire
Le premier numéro est sorti le 24 septembre 1949.
Son prédécesseur historique est le Deutscher Reichsanzeiger, le journal officiel de l'Empire allemand et de la République de Weimar, dans lequel étaient publiés les annonces relatives aux personnes et les règlements administratifs du Reich ainsi que de brefs rapports sur les travaux du parlement.